# Lardeiros (La Coruña)
Lardeiros (llamada oficialmente San Xiao de Lardeiros) es una parroquia española del municipio de El Pino, en la provincia de La Coruña, Galicia.

## Entidades de población
Entidades de población que forman parte de la parroquia:
- Agrolongo
- Gradamil
- Castro (O Castro)
- Marquiño (O Marquiño)
- Tambre
- Vimieiro
- Casa Cuberta
- Casal (O Casal)
- Domés
- A Iglesia (A Igrexa)
- Pereirameá
- Piñeiro
- Pulleira
- Vilaseco
- Covas
- As Pinabetas

## Demografía
| Gráfica de evolución demográfica de Lardeiros entre 2000 y 2019 |
|                                                                 |
| Datos según el nomenclátor publicado por el INE.                |